# رود نروسا
رود نروسا (انگلیسی: Nerussa) یک رودخانه در استان اریول کشور روسیه است.